# 1789 год в литературе

## События
- Бразильский поэт Томас Антониу Гонзага арестован за участие в заговоре в Минас-Жерайсе.
- Фридрих Шиллер приступил к чтению лекций в университете Йены.
- Принята Декларация прав человека и гражданина, важнейший документ Великой французской революции.

## Книги и пьесы
- «Димитрия Кантемира, бывшего князя в Молдавии, историческое, географическое и политическое описание Молдавии с жизнью сочинителя».
- Поэма Роберта Бёрнса «Ода, посвящённая памяти миссис Освальд» («Ode, sacred to the Memory of Mrs. Oswald»).
- Драма Олимпии де Гуж «Рабство негров» поставлена в «Комеди Франсез».
- Уильям Джонс издал перевод драмы Калидасы «Шакунтала».
- Романы «Алексис, или Хижина в лесу» и «Маленький Жак и Жоржетта» Франсуа Гийома Дюкре-Дюминиля.
- Готический роман «Замок Этлин и Данбейна» («The Castles of Athlin and Dunbayne») Анна Радклиф.
- Исторический роман Францишека Салези Езерского «Говорек, герба Равич, воевода Сандомира. Роман, написанный во сне»
- Поэтический сборник «Песни Невинности» Уильяма Блейка.
- Поэма «Любовь растений» Эразма Дарвина.
- Автобиография Олауда Эквиано.
- Памфлет «Qu’est ce que le tiers-état?» («Что такое третье сословие?») Эмманюэля Жозефа Сьейеса.

## Родились
- 5 января — Дашков, Дмитрий Васильевич, русский литератор, основатель литературного общества «Арзамас» (умер в 1839).
- 17 января — Неандер, Август, немецкий духовный и научный писатель (умер в 1850).
- 24 января — Багратиони, Григол, грузинский поэт и автор воспоминаний (умер в 1830).
- 30 января — Баудиссин, Вольф Генрих, немецкий писатель и переводчик (умер в 1878).
- 10 февраля — Йохманн, Карл Густав, немецкий публицист (умер в 1830).
- 23 февраля — Извекова, Мария Евграфовна, русская писательница (умерла в 1830).
- 20 мая — Жиркевич, Иван Степанович, русский писатель-мемуарист (умер в 1848).
- 22 мая — Герцлиб, Вильгельмина, немецкая издательница (умерла в 1865).
- 28 мая — Ингеманн, Бернхард Северин, датский писатель, поэт и драматург (умер в 1862).
- 5 июня — Зедергольм, Карл Альбертович, русский писатель, поэт и переводчик (умер в 1867).
- 20 июня — Карове, Фридрих Вильгельм, немецкий публицист (умер в 1852).
- 5 июля — Булгарин, Фаддей Венедиктович, русский писатель, журналист, критик и издатель (умер в 1859).
- 25 июля — Загоскин, Михаил Николаевич, русский писатель и драматург, автор первых в России исторических романов (умер в 1852).
- 2 августа — Брандт, Август Генрих фон, прусский военный писатель (умер в 1868).
- 29 августа — Ханны Винснес, норвежская поэтесса, писательница и автор поваренных книг. Первая женщина-писательница Норвегии (умерла в 1872).
- 1 сентября — Блессингтон, Маргарита, ирландская писательница, мемуаристка (умерла в 1849).
- 15 сентября — Купер, Джеймс Фенимор, американский писатель. Классик приключенческой литературы (умер в 1851).
- 19 сентября — Лихновский, Эдуард, австрийский писатель и переводчик (умер в 1845).
- 23 сентября — Аллер, Самуил Иванович, русский писатель (умер в 1860).
- 4 октября — Лопушинский, Афанасий Афанасьевич, духовный писатель (умер в 1864).
- 15 октября — Азанчевский, Павел Матвеевич, русский писатель (умер в 1866).
- 17 октября — Кейтли, Томас, ирландский писатель (умер в 1872).
- 23 октября — Давидович, Димитрий, сербский писатель, редактор, журналист и публицист (умер в 1838).
- 12 ноября — Зибенпфейфер, Филипп Якоб, баварский политический писатель (умер в 1845).
- 21 ноября — Бальбо, Чезаре, итальянский историк, научный писатель (умер в 1853).
- 8 декабря — Дильк, Чарльз Вентворт, британский редактор, издатель, литературный критик (умер в 1864).
- 14 декабря — Волконская, Зинаида Александровна, русская писательница, поэтесса (умерла в 1862)
- 24 декабря — Крылов, Александр Абрамович, русский поэт (умер в 1829).
- 28 декабря — Седжвик, Кэтрин Мария, американская писательница (умерла в 1867).
- Мохаммад Ибрагим Заук, индийский поэт на урду  (умер в 1854).

## Без точной даты
- Глебов, Дмитрий Петрович, русский поэт (умер в 1843).
- Мануэль Эдуардо де Горостиса, мексиканский публицист и писатель-драматург (умер в 1851).
- Жандр, Андрей Андреевич, русский драматург, переводчик (умер в 1873).
- Карне, Джон, английский писатель (умер в 1844).
- Линда, Йозеф, чешский писатель, поэт, драматург, редактор (умер в 1834).

## Умерли
- 21 января — Гольбах, Поль Анри, французский философ, писатель, энциклопедист (род. в 1723).
- 23 января — Брук, Фрэнсис, канадская писательница, поэтесса, эссеистка, переводчица и драматург (род. в 1724).
- 23 января — Клеланд, Джон, английский писатель и драматург (род. в 1709).
- 3 февраля — Бегелен, Никола де, швейцарский писатель (род. в 1714).
- 12 февраля — Аллен, Итан, американский писатель (род. в 1738).
- 1 апреля — Харткнох, Иоганн Фридрих, курляндский издатель (род. в 1740).
- 6 мая — Баретти, Джузеппе, итальянский поэт, публицист и литературный критик (род. в 1719).
- 4 июня — Ганчка, Ян Юрий Прокоп, верхнелужицкий автор богословских сочинений (род. в 1731).
- 14 июня — Теманца, Томмазо, итальянский писатель (род. в 1705).
- 4 июля — Кошта, Клаудиу Мануэл да, бразильский поэт (род. в 1729).
- 28 июля — Орци, Лёринц, венгерский поэт (род. в 1716).
- 24 октября — Бьевр, Франсуа-Жорж Марешаль де, французский писатель-комедиограф (род. в 1747).
- 13 декабря — Гагарин, Павел Сергеевич, русский поэт, переводчик (род. в 1747).